# Халид ибн Јазид
Халид, Калид или Краљ Халид је легендарна фигура у алхемији, која је у последње време повезана са историјским Халидом ибн Јазидом (д. 704), принцом Умејада. Његово име је средњовековна латинска транскрипција арапског имена Халид (или Халед).

## Халид ибн Јазид
У алхемији, Халид се односи на историјску фигуру, Халида ибн Јазида (умро 704). Он је био омејадски принц, брат Муавије II који је био кратко време био калиф. Принце Халид је изгубио шансу да наследи титулу, али је био заинтересован за проучавање алхемије у Египту. Као колекционар књига, олакшао је преводе постојеће литературе на арапски језик. На овог Халида се касније алудира као на Халида рекса (Краљ Халид).

## Приписивање Халиду
Спорно је да ли су оправдане алхемијска писања Халид ибн Јазида. Популарна легенда га повезује са византијским монахом Марианосом (Мориенус Грк). Liber de compositione alchimiae, који је био први алхемијски рад преведен са арапског на латински (од Роберта Честера 1144) , наводно је било писмо Марианоса упућено Халиду.
Још једано традиционално приписивање је оно које је даје Liber Trium Verborum. Обрасци као Calid filius Ysidri покушавају да разликују ибн Јазида од других који се зову Халид. Calid filius Hahmil сигурно указује на ибн Умаила. Постоји Calid filius Jaici којег спомиње Жан-Жакес Мангет, који укључује приписивање Liber Secretorum Artis у његовој компилацији из 1702 под називом Bibliotheca Chemica Curiosa.